# A lápvidék harcosai
A lápvidék harcosai vagy Keleti kényelem (eredeti cím: Southern Comfort) 1981-ben bemutatott amerikai akcióthriller, melynek rendezője és egyik forgatókönyvírója Walter Hill. A főbb szerepekben Keith Carradine, Powers Boothe, Fred Ward, T. K. Carter és Franklyn Seales látható.
Az Amerikai Egyesült Államokban 1981. szeptember 25-én mutatták be, összességében pozitív kritikai fogadtatás mellett.

## Cselekmény
1973-ban a louisianai Nemzeti Gárda kilenc tagja hétvégi hadgyakorlatra érkezik egy mocsaras vidékre. Ellopják a helyi cajunok csónakjait és szórakozásból vaktölténnyel tüzet nyitnak a helyszínre érkező és tiltakozó lápvidéki vadászokra. Miután az egyik cajun visszalő, megölve egy gárdistát, további halálos áldozatokat követelő, értelmetlen öldöklés veszi kezdetét a két csoport között.

## Szereplők
| Színész         | Szerep                       | Magyar hang | Magyar hang          |
| Színész         | Szerep                       | 1. szinkron | 2. szinkron          |
| --------------- | ---------------------------- | ----------- | -------------------- |
| Keith Carradine | Spencer őrvezető             | Téri Sándor | Széles Tamás         |
| Powers Boothe   | Charles Hardin káplár        |             | László Zsolt         |
| Fred Ward       | Lonnie Reece káplár          |             | Szabó Sipos Barnabás |
| Franklyn Seales | Simms őrvezető               | Lux Ádám    | Crespo Rodrigo       |
| T. K. Carter    | Tyrone Cribbs őrvezető       |             | Seder Gábor          |
| Lewis Smith     | Stuckey őrvezető             |             | Bozsó Péter          |
| Les Lannom      | Casper őrmester              |             | Lippai László        |
| Peter Coyote    | Crawford Poole törzsőrmester |             | Rosta Sándor         |
| Carlos Brown    | 'Coach' Bowden káplár        |             | Kálloy Molnár Péter  |
| Brion James     | cajun prémvadász             |             | Várkonyi András      |
| Sonny Landham   | vadász                       |             |                      |

## Fordítás
- Ez a szócikk részben vagy egészben  a   Southern Comfort (1981 film) című angol Wikipédia-szócikk ezen változatának fordításán alapul.  Az eredeti cikk szerkesztőit annak laptörténete sorolja fel. Ez a jelzés csupán a megfogalmazás eredetét és a szerzői jogokat jelzi, nem szolgál a cikkben szereplő információk forrásmegjelöléseként.